# Powiat de Nowy Tomyśl
Le powiat de Nowy Tomyśl (en polonais : powiat nowotomyski) est un powiat appartenant à la voïvodie de Grande-Pologne dans le centre-ouest de la Pologne.
Elle est née le 1er janvier 1999, à la suite des réformes polonaises de gouvernement local passées en 1998. 
Le siège administratif du powiat est la ville de Nowy Tomyśl, qui se trouve à 55 kilomètres à l'ouest de Poznań, capitale de la voïvodie de Grande-Pologne. Le powiat possède trois autres villes, Opalenica, située à 20 kilomètres à l'est de Nowy Tomyśl, Zbąszyń, située à 17 kilomètres au sud-ouest de Nowy Tomyśl, et Lwówek, située à 16 kilomètres au nord de Nowy Tomyśl.
Le district couvre une superficie de 1 011,67 kilomètres carrés. En 2006, sa population totale est de 71 817 habitants, avec une population pour la ville de Nowy Tomyśl de 15 225 habitants, pour la ville d'Opalenica de 9 104 habitants, pour la ville de Zbąszyń de 7 300 habitants, pour la ville de Lwówek de 2 909 habitants, et une population rurale de 37 279 habitants.

## Division administrative

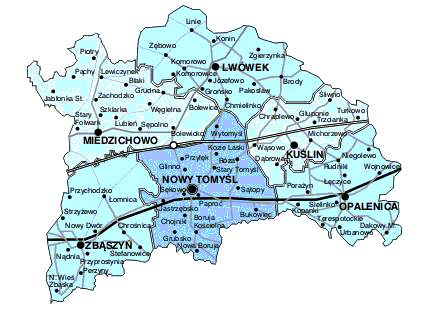
Carte du powiat.

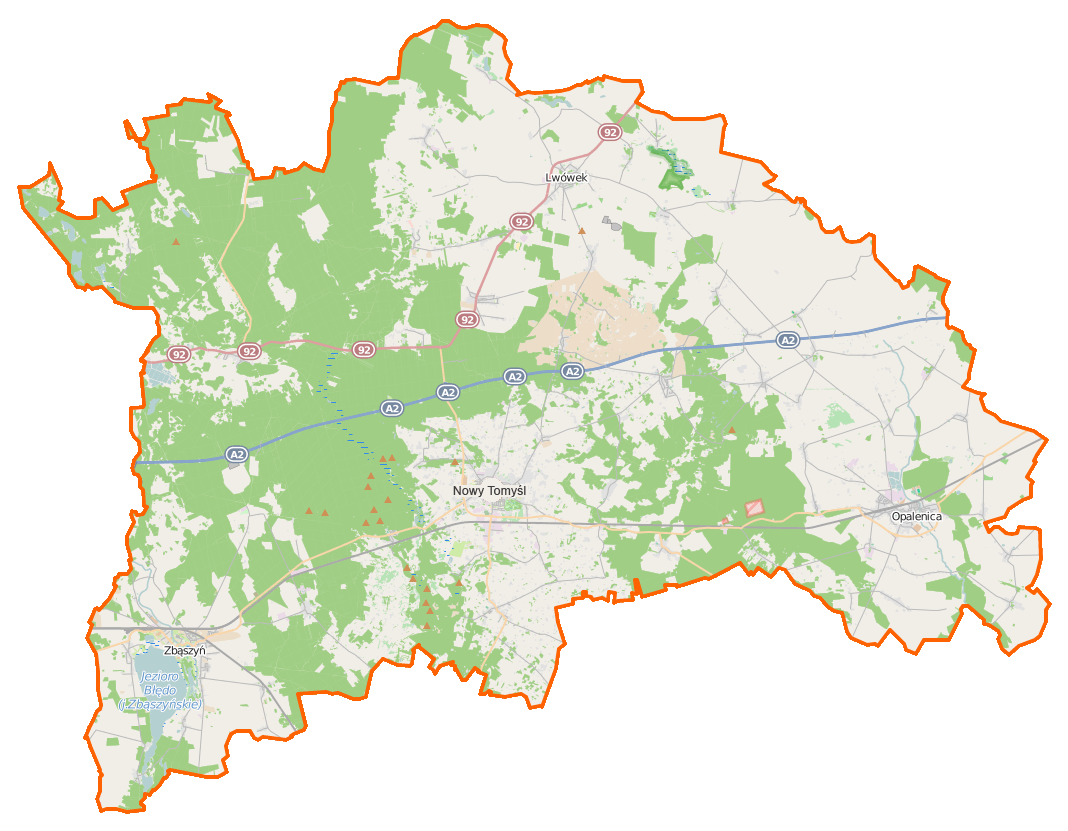
Plan du powiat.

Le powiat est divisé en 6 gminy (communes) :
| Gmina       | Type         | Superficie (km²) | Population (2006) | Siège       |
| Nowy Tomyśl | urbain-rural | 185,9            | 24 237            | Nowy Tomyśl |
| Opalenica   | urbain-rural | 147,7            | 15 588            | Opalenica   |
| Zbąszyń     | urbain-rural | 179,8            | 13 469            | Zbąszyń     |
| Lwówek      | urbain-rural | 183,5            | 9 151             | Lwówek      |
| Kuślin      | rural        | 106,3            | 5 571             | Kuślin      |
| Miedzichowo | rural        | 208,5            | 3 801             | Miedzichowo |

## Démographie
Données du 30 juin 2005 :
| Description | Total  | Total | Femmes | Femmes | Hommes | Hommes |
| ----------- | ------ | ----- | ------ | ------ | ------ | ------ |
| Unité       | Nombre | %     | Nombre | %      | Nombre | %      |
| Population  | 71 737 | 100   | 36 806 | 51,31  | 34 931 | 48,69  |
| Urbain      | 34 650 | 48,30 | 18 098 | 25,23  | 16 552 | 23,07  |
| Rural       | 37 087 | 51,70 | 18 708 | 26,08  | 18 379 | 25,62  |

## Histoire
De 1975 à 1998, les différents gminy du powiat actuelle appartenait administrativement  aux voïvodies de Poznań, Gorzów et Zielona Góra.

Le powiat de Nowy Tomyśl est créée le 1er janvier 1999, à la suite des réformes polonaises de gouvernement local passées en 1998 et est rattachée à la voïvodie de Grande-Pologne.